# Thomas Braden
Thomas Wardell Braden ( Greene, 22 februari 1917 - Denver, 3 april 2009) was een Amerikaans journalist en CIA-verantwoordelijke.
In 1940 ging hij bij het Brits leger. Later kwam hij terecht bij het Amerikaanse Office of Strategic Services (OSS), de voorloper van de Central Intelligence Agency (CIA). Hij verhuisde naar Washington en werd lid van een groep journalisten die bekend werd als de "Georgetown Set". Braden ging bij de CIA en werd in 1950 hoofd van de International Organizations Division (IOD). Hij concentreerde zich vooral op anticommunistische elementen in groepen als de Amerikaanse vakbondskoepel AFL-CIO. Van 1951 tot 1954 betaalde de CIA via Braden een miljoen dollar per jaar aan Irving Brown, een CIA-agent belast met de internationale betrekkingen van de AFL-CIO. Als hoofd van de IOD speelde Braden een belangrijke rol in de "Operatie Mockingbird".
In 1954 verliet Braden de CIA en werd eigenaar van het dagblad The Blade-Tribune in Oceanside in Californië. Hij werd een bekend dagbladcolumnist en werd politiek radio- en tv-commentator.
In 1975 publiceerde Braden de autobiografie Eight is Enough, waarop de ABC-televisiereeks met dezelfde titel met Dick Van Patten geïnspireerd werd. Van 1978 tot 1984 was hij een der presentatoren van Buchanan-Braden Program, een drie uur durende radioshow met Pat Buchanan. Samen met Buchanan presenteerde hij ook het CNN-programma Crossfire van 1982 tot 1989. Hij stierf in april 2009 aan een hartstilstand.